# PhpPgAdmin
phpPgAdmin — веб-приложение с открытым кодом, написанное на языке PHP и представляющее собой веб-интерфейс для администрирования СУБД PostgreSQL.
phpPgAdmin позволяет через браузер осуществлять администрирование сервера PostgreSQL, запускать команды SQL и просматривать содержимое таблиц и баз данных. Приложение пользуется большой популярностью у веб-разработчиков, так как позволяет управлять PostgreSQL без непосредственного ввода SQL команд.